# Verdenal
Verdenal – miejscowość i gmina we Francji, w regionie Grand Est, w departamencie Meurthe i Mozela.
Według danych na rok 1990 gminę zamieszkiwało 109 osób, a gęstość zaludnienia wynosiła 17 osób/km² (wśród 2335 gmin Lotaryngii Verdenal plasuje się na 936. miejscu pod względem liczby ludności, natomiast pod względem powierzchni na miejscu 885.).